# Cordonê
Cordonê é um fio feito do puro algodão (hoje também feito de Poliéster) em processo de fabricação quase manual, onde as fibras do algodão são unidas com máquinas de tear. Também é conhecido como "vivo".
Técnica muito utilizada na Idade Média. Nos dias atuais esse trabalho é realizado pela indústria têxtil, atualmente utiliza esse material para fazer acessórios de decoração como almofadas, sendo um material nobre.